# 李祖惠
李祖惠（1700年—1767年），字屹望，號虹舟。浙江秀水縣人，清朝政治人物。

## 生平
其先烏程人，寄籍嘉興。父沈世莪，自湖州马腰入赘平望镇，冒姓李。康熙三十九年（1700年）祖惠出生。乾隆十七年（1752年）年壬申恩科浙江鄉試第一名舉人（解元）。乾隆十七年（1751年）同年會試聯捷，本來擬定會元，因總裁陳世倌為浙江海寧縣人，為避嫌改列第二。殿試三甲。
知江西高安县（今屬江西），有惠政，為人勤勞，好理學。後以事誤降調教職。晚年授徒鄉里，李調元即其門生。乾隆三十二年（1767年）卒，弟子王元文輯其作品。有子沈榮河，早卒。

## 著作
有《虹舟講義》二十卷、《三秦游草》四卷、《洞庭游草》一卷、《拾存草》二卷、《经进草》一卷等。